# Gemeindeverwaltungsverband Neckargerach-Waldbrunn
Im Gemeindeverwaltungsverband Neckargerach-Waldbrunn im baden-württembergischen Neckar-Odenwald-Kreis haben sich vier Gemeinden zur Erledigung ihrer Verwaltungsgeschäfte zusammengeschlossen. Der Sitz des Gemeindeverwaltungsverbands liegt in Neckargerach.

## Mitgliedsgemeinden
Mitglieder dieser Körperschaft des öffentlichen Rechts sind:
- Gemeinde Binau, 1329 Einwohner, 4,83 km²
- Gemeinde Neckargerach, 2288 Einwohner, 15,31 km²
- Gemeinde Waldbrunn, 4699 Einwohner, 44,29 km²
- Gemeinde Zwingenberg, 637 Einwohner, 4,72 km²

## Struktur und Aufgaben
Der Gemeindeverwaltungsverband übernimmt für die Gemeinden zahlreiche Aufgaben, entweder in deren Namen für die Mitgliedsgemeinden oder in eigener Zuständigkeit anstelle der Mitgliedsgemeinden.